# Monika Górska
Monika Górska (ur. 26 listopada 1964 w Poznaniu) – reżyser filmów dokumentalnych i reportaży, dziennikarka, wykładowca akademicki i ekspert storytellingu w biznesie.
W 1989 ukończyła polonistykę na Uniwersytecie im. Adama Mickiewicza w Poznaniu. Naukę kontynuowała za granicą i uzyskała dyplomy w L’Institute de Journalisme Robert Schuman w Brukseli – dziennikarstwo oraz w Institute Of Telecommunication w Dallas (reżyseria i produkcja TV). W 2012 r. uzyskała stopień doktora nauk humanistycznych na Uniwersytecie im. Adama Mickiewicza w Poznaniu. W styczniu 2013 r. zdobyła dyplom coacha na SWPS w Poznaniu. Specjalizuje się w storytellingu, jako narzędzia komunikacji interpersonalnej.
Od 1991 zajmuje się tworzeniem filmów i pracą wykładowcy – najpierw w Belgii i Holandii, a od 1997 w Polsce, w jej rodzinnym Poznaniu. Jako reżyser, scenarzystka i dziennikarka realizuje wywiady, filmy dokumentalne, reportaże, koncerty, teatry TV i magazyny dla wszystkich stacji TVP oraz innych telewizji europejskich m.in. RTBF, RTL-5, LTV. 27 kwietnia 2007 odznaczona Brązowym Krzyżem Zasługi.
Od 2011 jako założycielka Fabryki Opowieści, trener storytellingu pomaga ludziom opowiadać ich historie światu. Obecnie jest wykładowcą w SWPS w Poznaniu.

## Wybrana filmografia
Ma w dorobku ponad 100 form dokumentalnych, wśród nich:
- Rozmowy poSzczególne – Jerzy Stuhr i Agata Buzek, Tomasz Stańko i Kasia Nosowska, Julia Hartwig i Jarosław Mikołajewski, Kazimierz Kutz i Aleksandra Klich
- Alicja w krainie czarów: I nagroda w kategorii: autor najlepszego reportażu, „za poruszenie bardzo ważnego społecznie problemu w niekonwencjonalny, wzruszający sposób i wytrwałość w dokumentowaniu przez długi okres losów małej bohaterki”, PIK 16 – Przegląd i Konkurs Dziennikarski Oddziałów Terenowych TVP, 2010[3]
- Moje dziecko jest aniołem: Grand Prix Circom Regional – Stowarzyszenia Europejskich Telewizji Regionalnych, 2006; Certyfikat Finalisty The New York Festivals, 2007, Nominacja Prix Europa Berlin, 2006
- Na Krawędziach: Złota Nagroda Remi, WorldFest Houston, 2004
- Współwinny: I miejsce na festiwalu „Happy End” Jelenia Góra, 2002
- Dzień po dniu: II Nagroda Oddziału Wielkopolskiego Stowarzyszenia Dziennikarzy Polskich „za rzetelność i fachowość”, 2002
- Chevetogne, a dream of unity: Nagroda Prezydenta Miasta Warszawy „za budowanie mostów pomiędzy narodami, kulturami i wyznaniami”, MFFK, Niepokalanów 1994
- Uwolnić motyla: I miejsce na festiwalu MKFFiM Niepokalanów, 1992

Jej ulubionym tematem jest pokonywanie ograniczeń i słabości w zmaganiach człowieka ze sobą samym i z losem. Specjalizuje się w sztuce filmowego opowiadania, szczególnie w viralu, portrecie dokumentalnym i reportażu.